# Assé-le-Riboul
Assé-le-Riboul är en kommun i departementet Sarthe i regionen Pays de la Loire i nordvästra Frankrike. Kommunen ligger i kantonen Beaumont-sur-Sarthe som tillhör arrondissementet Mamers. År 2022 hade Assé-le-Riboul 478 invånare.

## Befolkningsutveckling
Antalet invånare i kommunen Assé-le-Riboul
| Referens: INSEE |